# Hôtel de ville de Cachan
L'hôtel de ville de Cachan est la mairie de la commune de Cachan dans le Val-de-Marne, en France. Il s'agit également d'un monument historique.

## Localisation
L'hôtel de ville de Cachan est situé 8 rue Camille-Desmoulins et jouxte le parc Raspail.

## Histoire
Le maire de la ville Léon Eyrolles décide la création d'un nouvel hôtel de ville indépendant à la suite de la scission de Cachan avec Arcueil en 1923. En attendant la construction, la ville utilise des locaux provisoires. Les architectes René Chaussat, Jean-Baptiste Mathon et Joannès Chollet sont chargés du bâtiment. La mairie est inaugurée en 1935 par Pierre Laval alors ministre des Affaires étrangères du gouvernement de Pierre-Étienne Flandin.

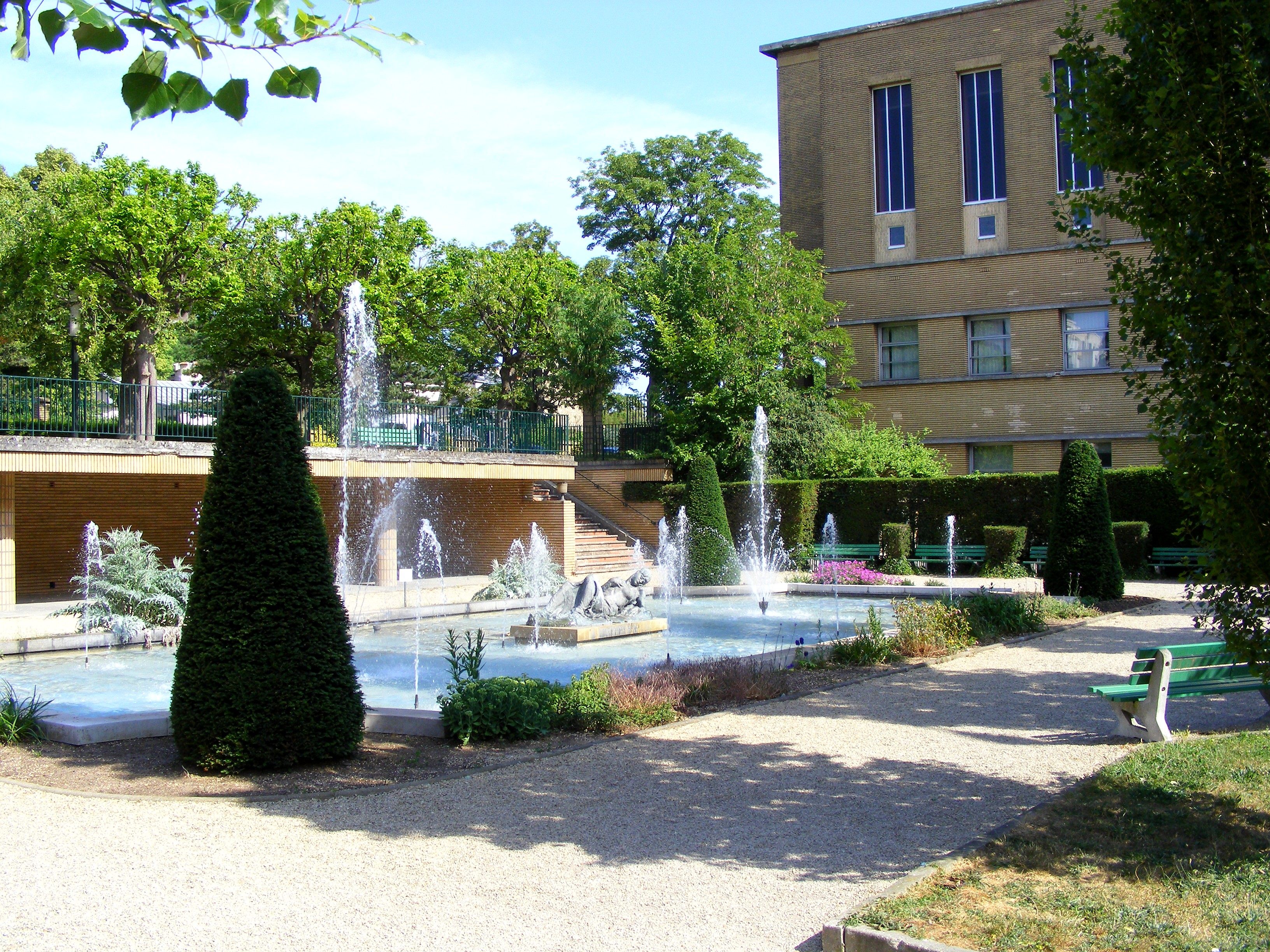
Espace vert et bassin du square du Général de Gaulle jouxtant la mairie.

## Description
L'hôtel de ville est construit en béton armé et paré de briques jaunes. Il est articulé autour d'un beffroi. 

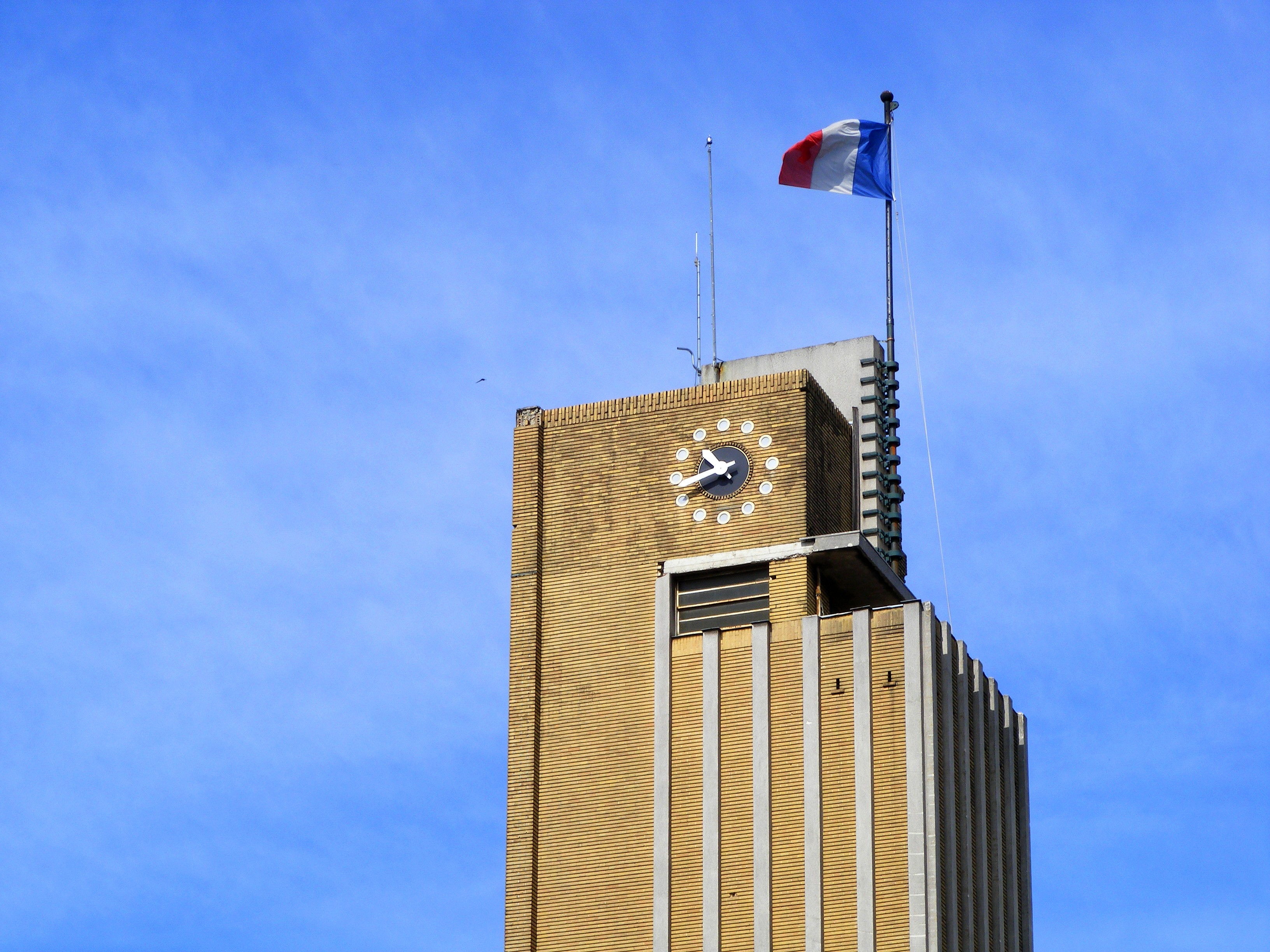
Le beffroi de l'hôtel de ville.

## Protection
Les façades et toitures de l’hôtel de ville, le square attenant et le sol de la parcelle, ainsi que plusieurs pièces (vestibule des pas perdus, le grand escalier, la salle des fêtes et des mariages et la salle du conseil) sont inscrits au titre des monuments historiques par arrêté du 11 mars 2002.